# Eva (Museum Schnütgen)

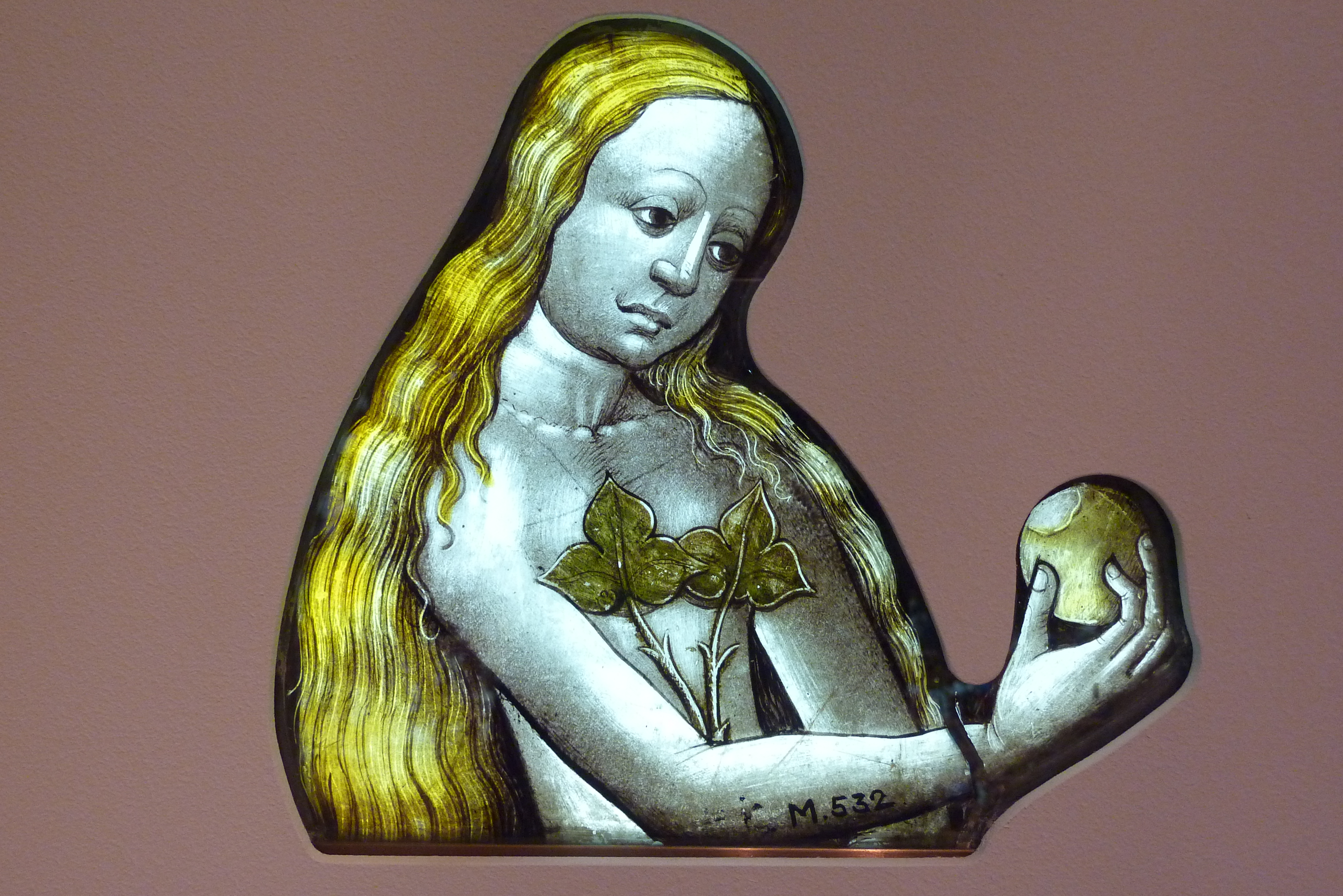
Bleiglasfenster Eva

Die Darstellung der Eva ist ein Fragment eines Bleiglasfensters, das von einem unbekannten Künstler zwischen 1455 und 1460 geschaffen wurde. Die Scheibe kam 1932 in das Museum Schnütgen in Köln und hat die Inventar-Nr. M 532.

## Herkunft
Die Scheibe von 23 cm Höhe und 19 cm Breite stammt aus einer Kölner Werkstatt. Im Museum Schnütgen befindet sich aus derselben Werkstatt das Kopffragment einer trauernden Muttergottes und eine Ursula- bzw. Jacobus-Magdalena-Scheibe. Ersichtlich ist dies, da alle diese Scheiben den gleichen Kopftypus zeigen: runde, aufgeblähte Gesichter mit hoher, gewölbter Stirn und schweren, runden Augenlidern. 
Das weiße, dünne Glas wurde mit Braunlot und Silbergelb (Haare, Apfel und Blätter) bemalt. Das Sprungblei am Handgelenk stammt von einer späteren Reparatur.

## Beschreibung
Aus einem Figurenfragment ist der nackte Oberkörper einer Eva erhalten geblieben. Mit leicht nach links gesenktem Kopf blickt Eva nach rechts und hält in der ausgestreckten rechten Hand gut sichtbar einen Apfel. Der wohl nach unten geführte linke Arm bedeckte ursprünglich den Schoß. Ihr Haar fließt wellenartig über Schultern und Rücken. Zwei Blätter bedecken ihre Brüste. 
Szenen aus dem Alten Testament sind in der spätmittelalterlichen Glasmalerei selten. Wahrscheinlich stammt dieses Fragment aus einem Genesisfenster, das unter anderem auch den Sündenfall darstellte. Der angebissene Apfel weist darauf hin: „...und sie nahm von der Frucht und aß und gab ihrem Mann, der bei ihr war, auch davon und er aß“ (Lutherbibel).